# Flammenkopf-Bartvogel

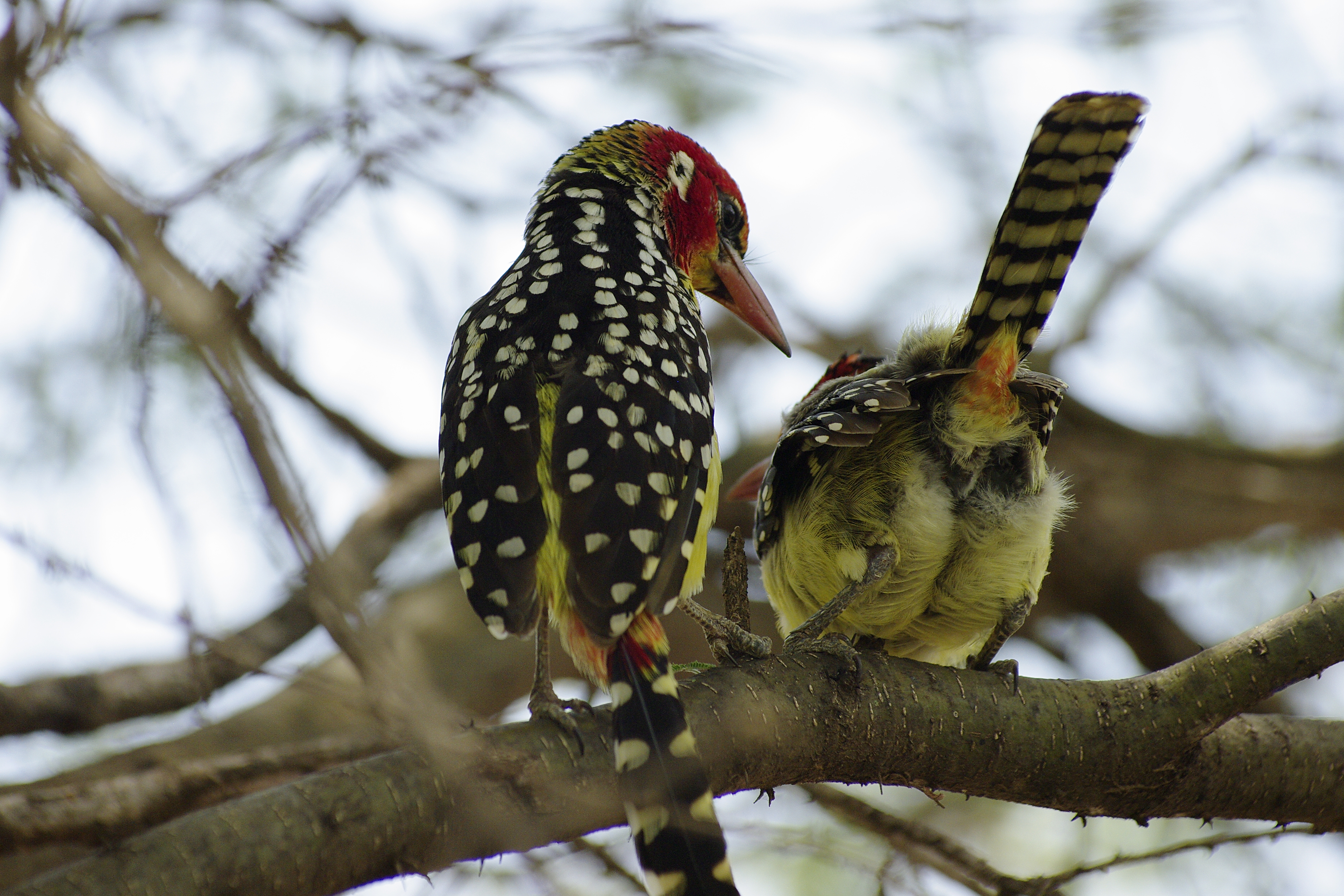

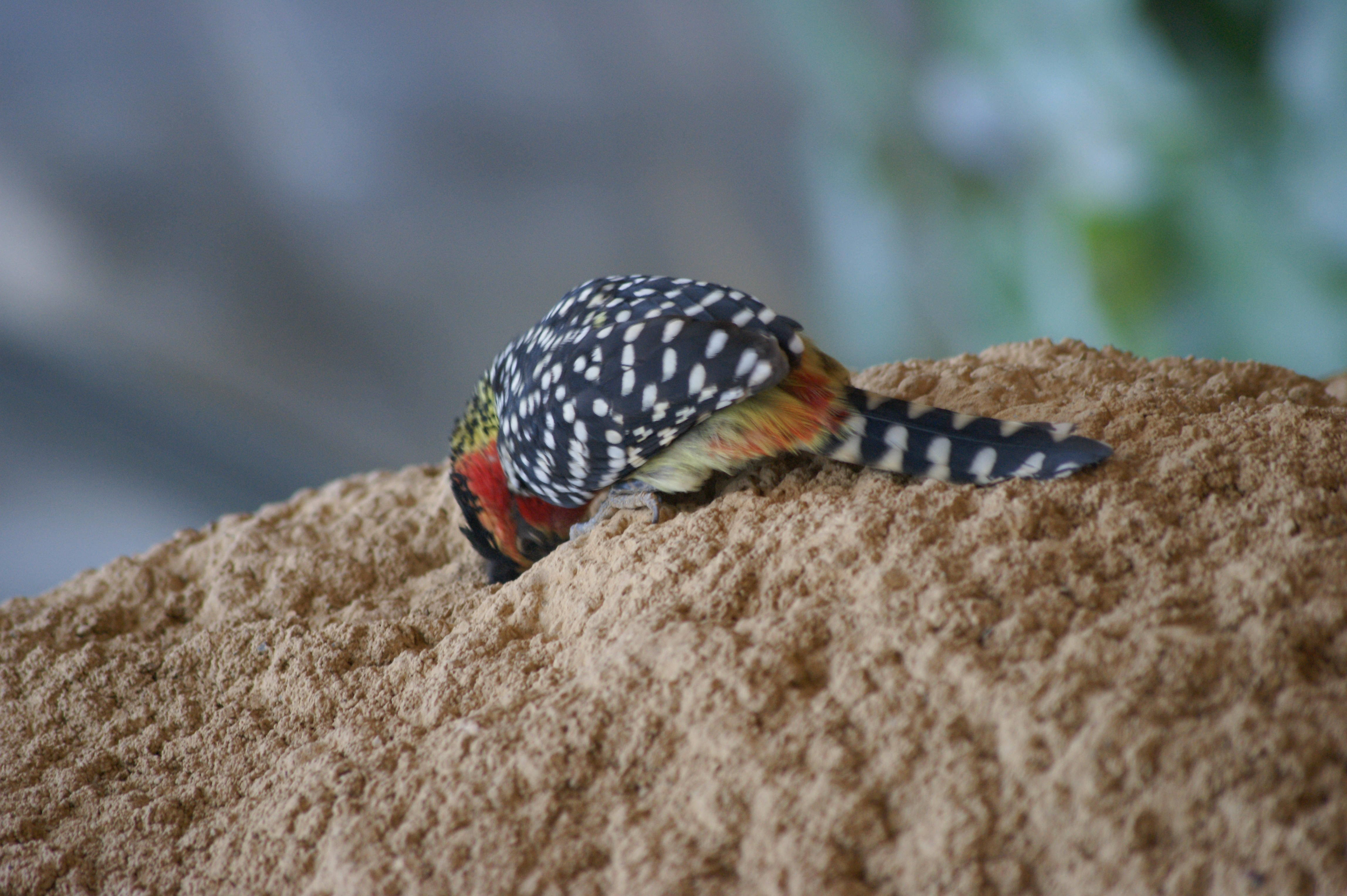
Flammenkopf-Bartvogel beim Fressen an einem Termitenhügel

Der Flammenkopf-Bartvogel (Trachyphonus erythrocephalus) ist eine Vogelart aus der Familie der Afrikanischen Bartvögel. Die auffällig gefärbte Art kommt in Ostafrika vor. Es werden mehrere Unterarten unterschieden. Die IUCN stuft den Flammenkopf-Bartvogel als nicht gefährdet (least concern) ein.

## Merkmale

### Körpermaße
Die Männchen der Nominatform erreichen eine Flügellänge von 9,4 bis 10,6 Zentimetern. Die Schwanzlänge beträgt 8,3 bis 9,2 Zentimeter. Der Schnabel erreicht eine Länge von 2,3 bis 3,0 Zentimetern. Weibchen weisen ähnliche Körpermaße auf. Flammenkopf-Bartvögel wiegen durchschnittlich 60 Gramm. Ein Sexualdimorphismus ist vorhanden, jedoch nicht sehr ausgeprägt.

### Erscheinungsbild

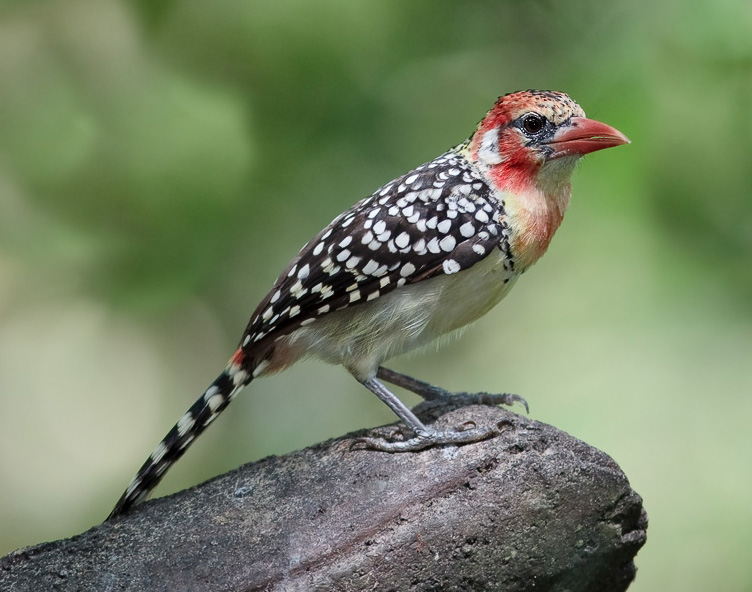
Weibchen

Bei den Männchen sind die Stirn und der Scheitel schwarz, sie weisen außerdem am Hinterkopf eine kleine Federhaube auf. Der Nacken ist rotorange und gelb mit schwarzen Flecken. Der Überaugstreif ist gelb, die Ohrdecken sind orange. In Höhe der eigentlichen Ohröffnung findet sich ein weißer, halbmondförmiger Streif. Die Körperoberseite ist schwarz und weist große, weiße Flecken auf. Die Federn der Oberschwanzdecke sind orange mit gelben Spitzen. Die Steuerfedern sind schwarzbraun mit einer gelblichen bis cremeweißen Querbänderung. 
Das Kinn ist bei den meisten Individuen gelb, in der Mitte der Kehle befindet sich ein schwarzer Fleck, der in Richtung Brust breiter wird. Die Brustmitte ist orange oder rotorange und wird an den Seiten gelblicher. Über die Mitte der Brust verläuft ein schmales schwarzes Band mit großen weißen Flecken. Die übrige Körperunterseite ist gelb. Die Flanken sind gelblich-grau bis grauweiß. Die Federn der Unterschwanzdecke sind rot mit schmalen gelben Spitzen. Der im Verhältnis zur Körpergröße große Schnabel ist rot, rötlich hornfarben oder purpur hornfarben. Die unbefiederte Region um die Augen ist dunkelgrau bis schwarz. Die Augen sind gelblich-braun bis rotbraun oder dunkelbraun. Die Beine und Füße sind schiefergrau bis blaugrau.
Den Weibchen fehlt in der Regel der schwarze Kehlfleck und gewöhnlich auch der schwarze Oberscheitel. Sie sind an dieser Stelle meistens gelborange bis orangegelb. Insgesamt sind Weibchen matter als Männchen gefärbt und weisen in ihrem Gefieder mehr Gelb und Weiß auf. Jungvögel sind gleichfalls blasser als die adulten Männchen. Junge Männchen haben noch eine graugelbe Kehle und sind insgesamt etwas gelblicher. Bei beiden Geschlechtern ist das Schwarz bräunlicher, die Flecken auf dem dunklen Körperobergefieder sind cremefarben oder gelb. Die Augen sind grau.

### Verwechslungsmöglichkeiten
Der Flammenkopf-Bartvogel kann auf Grund seines auffälligen Gefieders nur mit wenigen Arten verwechselt werden. Eine Ähnlichkeit besteht mit dem zur selben Gattung gehörenden Ohrfleck-Bartvogel, der jedoch einen kürzeren und matter gefärbten Schnabel aufweist. Ihm fehlt der weiße, halbmondförmige Streif an den Kopfseiten und er zeigt im Kopfbereich grundsätzlich mehr gelb. Der ebenfalls zu den Schmuckbartvögeln gehörende Perlbartvogel weist am Kopf keine orangefarbenen oder roten Partien auf. 

### Stimme
Der Flammenkopf-Bartvogel singt sehr laut und melodiös. Häufig sind Duette zu hören. Diese beginnen gewöhnlich mit kuk-kukkukukuk, einem weichen kik oder tik. Während sich das Lied des Männchens aus drei, in der Tonhöhe abfallenden Rufen zusammensetzt, besteht der Gesang des Weibchens aus drei bis fünf Tönen, die kürzer und schärfer gerufen werden. Häufig ist das Duett eines Paares, das in der Regel 120 Sekunden andauert, von Rufen anderer Vögel derselben Art begleitet. Flammenkopf-Bartvögel singen nahezu ganzjährig. Die Lautäußerungen des Flammenkopf-Bartvogels gehören zu den charakteristischen Vogelstimmen Ostafrikas.

## Verbreitungsgebiet
Das Verbreitungsgebiet des Flammenkopf-Bartvogels erstreckt sich vom Südosten des Sudan über Äthiopien und den Nordwesten Somalias bis in den Nordosten Ugandas sowie den Norden und Osten Tansanias. Auf Meeresniveau kommt diese Art nur im Osten Somalias vor. Vereinzelt ist er noch bis in Höhenlagen von 1980 Metern zu beobachten. Er meidet offenes, flachen Land sowie Wüsten und Wälder; er benötigt dagegen offenes strukturreiches Terrain wie etwa Flussbetten oder Kliffe. Sein Lebensraum muss Termitenhügel aufweisen, weil er auf diese zur Anlage seiner Nisthöhlen angewiesen ist. 

## Lebensweise
Flammenkopf-Bartvögel sind ausgesprochen soziale Vögel. Nach Nahrung suchen sie auf dem Erdboden oder in niedrigen Büschen und Bäumen. Sie sind nicht sehr schnell und halten sich grundsätzlich in der Nähe von Deckung auf. Sie werden unter anderem von den Massai wegen ihrer Federn gejagt. Wo eine solche Bejagung nicht stattfindet, sind sie gegenüber dem Menschen wenig scheu. So suchen sie unter anderem entlang von Autorädern oder an Kühlern von Automobilen nach Insekten und kommen in Dörfern sogar in Häuser. Während der Nahrungssuche bilden sie lose Trupps, die akustisch miteinander Kontakt halten. 
Flammenkopf-Bartvögel sind Allesfresser, die ein großes Spektrum an Beeren, Samen und Früchten verzehren. Daneben spielen Ohrwürmer, Käfer, Gottesanbeterinnen, Heuschrecken, Termiten, Ameisen, Spinnen und kleine Eidechsen in ihrer Ernährung eine Rolle. Sie fressen außerdem die Eier und die Jungvögel anderer Vogelarten. Andere Vogelarten werden von reichen Nahrungsstellen verjagt. Gegenüber Fressfeinden wie Schlangen und Mangusten sind sie sehr aggressiv und zeigen ein deutliches Hassverhalten. Kleinere Vogelarten meiden die Nähe zum Flammenkopf-Bartvogel in ähnlicher Weise wie sie es gegenüber Fressfeinden tun. In den Regionen, in denen das Verbreitungsgebiet des Flammenkopf-Bartvogels mit dem des Ohrfleck-Bartvogels überlappt, ist der Flammenkopf-Bartvogel die dominante Art.
Die Nisthöhle wird in Termitenhügeln oder Erdsteilwänden angelegt. Die Nistkammer hat einen Durchmesser von 9,0 bis 11,2 Zentimeter. In der Regel führt ein etwa 40 Zentimeter langer Tunnel zu dieser Kammer. Die Fortpflanzungszeit fällt entweder in die Regenzeit oder beginnt am Ende der Regenzeit. Von in Gefangenschaft gehaltenen Flammenkopf-Bartvögeln weiß man, dass sie regelmäßig zwei Bruten pro Jahr großziehen. Das Gelege besteht aus zwei bis vier Eiern. Diese sind weiß, haben eine glatte Oberfläche und glänzen matt. Die Brutzeit ist unbekannt, bei in menschlicher Obhut gehaltenen Vögeln hat man festgestellt, dass die Männchen mehr als die Weibchen brüten. Die Nestlinge werden von allen adulten Vögeln einer Gruppe gefüttert, auch hier bringen die Männchen häufiger Nahrung herbei als die Weibchen. Jungvögel folgen den anderen Vögeln der Gruppe während deren Nahrungssuche und erbetteln Nahrung von allen Mitgliedern der Gruppe.

## Belege

### Einzelbelege
1. ↑  Short et al., S. 122 und S. 123.
2. ↑  Short et al., S. 123.
3. 1 2 3  Short et al., S. 124.
4. ↑  Short et al., S. 125.